# Christopher Middleton (navigator)
Christopher Middleton, FRS, angleški pomorski častnik in navigator, * ?, † 12. februar 1770.
Middleton je bil 7. aprila 1737 izvoljen za člana Kraljeve družbe in leta 1742 prejel Copleyjevo medaljo za poročilo o raziskovanju mraza v Hudsonovem zalivu.

## Priznanja
- Copleyjeva medalja (1742)